# Président de la Chambre des représentants (Australie)
Le président de la Chambre des représentants (en anglais : Speaker of the House of Representatives) préside les sessions de la Chambre des représentants d'Australie. Ses fonctions, définies par la Constitution de 1900, s'inscrivent dans la continuité de celles du président de la Chambre des communes au Royaume-Uni. Dans l'ordre protocolaire au niveau fédéral, le Speaker est le troisième personnage de l'État, derrière le Gouverneur général (ou le Roi, lorsqu'il est présent) et le Premier ministre.
Le 26 juillet 2022, Milton Dick est élu président de la Chambre en remplacement d'Andrew Wallace.

## Fonction
L'article 35 de la Constitution dispose que président est élu par et parmi les membres de la Chambre. L'élection du président doit être le premier élément à l'ordre du jour après le renouvellement de la Chambre. Le vote se déroule à bulletin secret. Le président ne peut démissionner de son poste de député sans démissionner également de la présidence. Bien que généralement élu sous l'étiquette d'un parti politique, il préside les séances de manière impartiale, et ne vote que pour départager une éventuelle égalité des voix au sein de la Chambre (article 40),. 

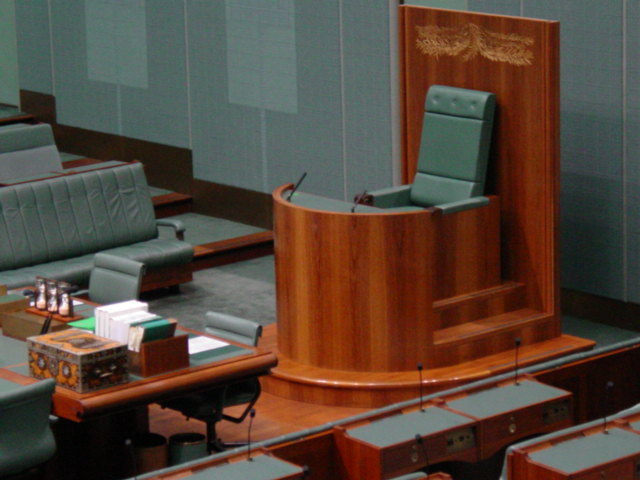
La chaise du Speaker à la Chambre des représentants

Le président gère les débats de la Chambre, et veille au respect des procédures. Les députés ne peuvent prendre la parole qu'avec l'accord du président, qui veille à une répartition équitable du temps de parole entre la majorité et l'opposition, ainsi qu'entre les ministres ou ministres fantôme et les simples députés. Chargé de maintenir l'ordre dans l'assemblée, le président peut exclure provisoirement de la Chambre tout député perturbateur. Par ailleurs, le président représente la Chambre, et les intérêts de celle-ci, dans ses relations avec le Sénat ainsi qu'avec les pouvoirs exécutif et judiciaire. Bien qu'étant généralement issu du même parti politique que le Premier ministre, le président de la Chambre n'est pas redevable envers le gouvernement, et a au contraire pour tâche de protéger et de garantir l'indépendance du pouvoir législatif. 
Enfin, malgré sa fonction particulière, le président de la Chambre demeure le député de sa circonscription, censé représenter les intérêts de ses électeurs. À ce titre, il reçoit comme tous les autres députés des délégations et pétitions de citoyens de sa circonscription. S'il ne peut bien entendu pas représenter directement les intérêts de ses électeurs dans l'enceinte du Parlement, il peut porter leurs revendications auprès du gouvernement, ou de toute autre instance pertinente.
Le président est assisté par deux vice-présidents, également élus par et parmi les députés, qui assurent ses fonctions en son absence.

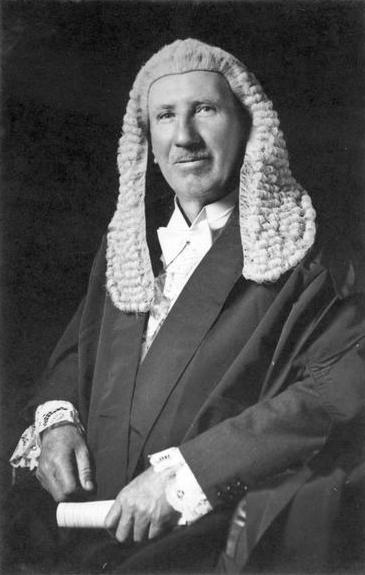
George Mackay, Speaker dans les années 1930, en tenue de fonction. La coutume à cet égard s'est considérablement relâchée au vingt-et-unième siècle.

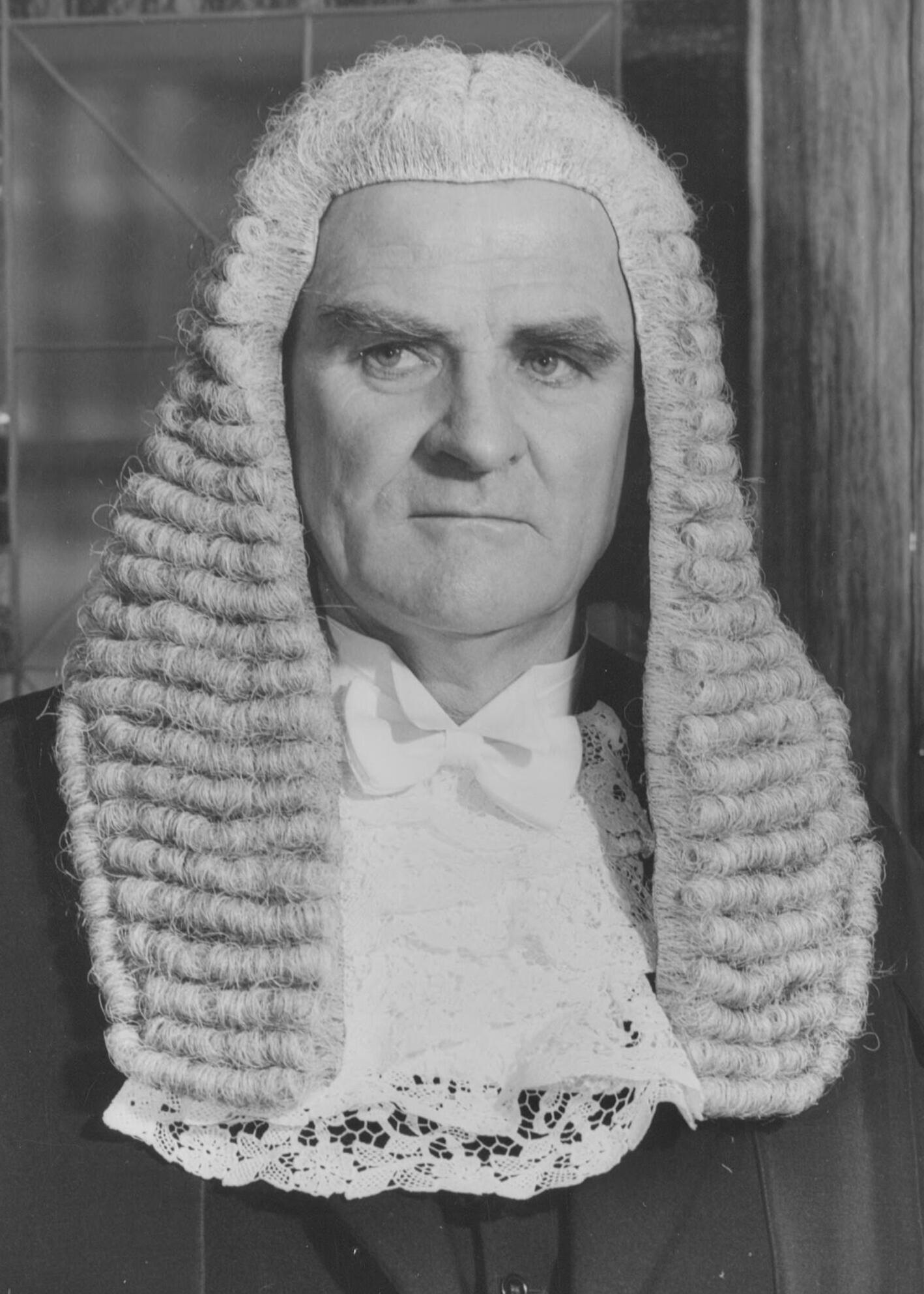
Archie Cameron, Speaker dans les années 1950.

## Liste
Les personnes suivantes ont exercé la fonction de président de la Chambre des représentants depuis l'instauration de cette Chambre en 1901 :
| N°  | Portrait          | Titulaire              | État                   | Mandat           | Mandat            | Mandat                     | Parti politique | Parti politique  |
| N°  | Portrait          | Titulaire              | État                   | Début            | Fin               | Durée                      | Parti politique | Parti politique  |
| --- | ----------------- | ---------------------- | ---------------------- | ---------------- | ----------------- | -------------------------- | --------------- | ---------------- |
| 1   | Frederick Holder  | Frederick Holder       | Australie-Méridionale  | 9 mai 1901       | 23 juillet 1909   | 8 ans, 2 mois et 14 jours  |                 | Indépendant      |
| 2   | Carty Salmon      | Carty Salmon (en)      | Victoria               | 28 juillet 1909  | 19 février 1910   | 6 mois et 22 jours         |                 | Libéral          |
| 3   | Charles McDonald  | Charles McDonald       | Queensland             | 1er juillet 1910 | 23 avril 1913     | 2 ans, 9 mois et 22 jours  |                 | Travailliste     |
| 4   | Elliot Johnson    | Elliot Johnson (en)    | Nouvelle-Galles du Sud | 9 juillet 1913   | 30 juillet 1914   | 1 an et 21 jours           |                 | Libéral          |
| (3) | Charles McDonald  | Charles McDonald       | Queensland             | 8 octobre 1914   | 26 mars 1917      | 2 ans, 5 mois et 18 jours  |                 | Travailliste     |
| (4) | Elliot Johnson    | Elliot Johnson (en)    | Nouvelle-Galles du Sud | 14 juin 1917     | 6 novembre 1922   | 5 ans, 4 mois et 23 jours  |                 | Nationaliste     |
| 5   | William Watt      | William Watt (en)      | Victoria               | 28 février 1923  | 3 octobre 1925    | 2 ans, 7 mois et 5 jours   |                 | Nationaliste     |
| 6   | Littleton Groom   | Littleton Groom        | Queensland             | 13 janvier 1926  | 16 septembre 1929 | 3 ans, 8 mois et 3 jours   |                 | Nationaliste     |
| 7   | Norman Makin      | Norman Makin (en)      | Australie-Méridionale  | 20 novembre 1929 | 27 novembre 1931  | 2 ans et 7 jours           |                 | Travailliste     |
| 8   | George Mackay     | George Mackay          | Queensland             | 17 février 1932  | 7 août 1934       | 2 ans, 5 mois et 21 jours  |                 | United Australia |
| 9   | George John Bell  | George John Bell (en)  | Tasmanie               | 23 octobre 1934  | 27 août 1940      | 5 ans, 10 mois et 4 jours  |                 | United Australia |
| 10  | Walter Nairn      | Walter Nairn (en)      | Australie-Occidentale  | 20 novembre 1940 | 21 juin 1943      | 2 ans, 7 mois et 1 jour    |                 | United Australia |
| 11  | Sol Rosevear      | Sol Rosevear (en)      | Nouvelle-Galles du Sud | 22 juin 1943     | 31 octobre 1949   | 6 ans, 4 mois et 9 jours   |                 | Travailliste     |
| 12  | Archie Cameron    | Archie Cameron (en)    | Australie-Méridionale  | 22 février 1950  | 9 août 1956       | 6 ans, 5 mois et 18 jours  |                 | Libéral          |
| 13  | John McLeay Sr.   | John McLeay Sr. (en)   | Australie-Méridionale  | 29 août 1956     | 31 octobre 1966   | 10 ans, 2 mois et 2 jours  |                 | Libéral          |
| 14  | William Aston     | William Aston (en)     | Nouvelle-Galles du Sud | 21 février 1967  | 2 novembre 1972   | 5 ans, 8 mois et 12 jours  |                 | Libéral          |
| 15  | Jim Cope          | Jim Cope (en)          | Nouvelle-Galles du Sud | 27 février 1973  | 27 février 1975   | 2 ans                      |                 | Travailliste     |
| 16  | Gordon Scholes    | Gordon Scholes (en)    | Victoria               | 27 février 1973  | 11 novembre 1975  | 8 mois et 15 jours         |                 | Travailliste     |
| 17  | Billy Snedden     | Billy Snedden          | Victoria               | 17 février 1976  | 4 février 1983    | 6 ans, 11 mois et 18 jours |                 | Libéral          |
| 18  | Harry Jenkins Sr. | Harry Jenkins Sr. (en) | Victoria               | 21 avril 1983    | 20 décembre 1985  | 2 ans, 7 mois et 29 jours  |                 | Travailliste     |
| 19  | Joan Child        | Joan Child             | Victoria               | 11 février 1986  | 28 août 1989      | 3 ans, 6 mois et 17 jours  |                 | Travailliste     |
| 20  | Leo McLeay        | Leo McLeay (en)        | Nouvelle-Galles du Sud | 29 août 1989     | 8 février 1993    | 3 ans, 5 mois et 10 jours  |                 | Travailliste     |
| 21  | Stephen Martin    | Stephen Martin (en)    | Nouvelle-Galles du Sud | 4 mars 1993      | 29 janvier 1996   | 2 ans, 10 mois et 25 jours |                 | Travailliste     |
| 22  | Bob Halverson     | Bob Halverson (en)     | Victoria               | 30 avril 1996    | 3 mars 1998       | 1 an, 10 mois et 1 jour    |                 | Libéral          |
| 23  | Ian Sinclair      | Ian Sinclair (en)      | Nouvelle-Galles du Sud | 4 mars 1998      | 31 août 1998      | 5 mois et 27 jours         |                 | National         |
| 24  | Neil Andrew       | Neil Andrew (en)       | Australie-Méridionale  | 10 novembre 1998 | 31 août 2004      | 5 ans, 9 mois et 21 jours  |                 | Libéral          |
| 25  | David Hawker      | David Hawker (en)      | Victoria               | 16 novembre 2004 | 17 octobre 2007   | 2 ans, 11 mois et 1 jour   |                 | Libéral          |
| 26  | Harry Jenkins     | Harry Jenkins (en)     | Victoria               | 12 février 2008  | 24 novembre 2011  | 3 ans, 9 mois et 12 jours  |                 | Travailliste     |
| 27  | Peter Slipper     | Peter Slipper (en)     | Queensland             | 24 novembre 2011 | 9 octobre 2012    | 10 mois et 14 jours        |                 | Indépendant      |
| 28  | Anna Burke        | Anna Burke             | Victoria               | 9 octobre 2012   | 5 août 2013       | 9 mois et 27 jours         |                 | Travailliste     |
| 29  | Bronwyn Bishop    | Bronwyn Bishop         | Nouvelle-Galles du Sud | 12 novembre 2013 | 2 août 2015       | 1 an, 8 mois et 21 jours   |                 | Libéral          |
| 30  | Tony Smith        | Tony Smith             | Victoria               | 10 août 2015     | 23 novembre 2021  | 6 ans, 3 mois et 13 jours  |                 | Libéral          |
| 31  | Andrew Wallace    | Andrew Wallace (en)    | Queensland             | 23 novembre 2021 | 11 avril 2022     | 4 mois et 19 jours         |                 | Libéral          |
| 32  | Milton Dick       | Milton Dick            | Queensland             | 26 juillet 2022  | en cours          | 2 ans, 8 mois et 25 jours  |                 | Travailliste     |